# Deportes Naval de Talcahuano
Deportes Naval de Talcahuano, también conocido como  Club Deportivo y Social Naval, fue un club deportivo de la ciudad de Talcahuano, Chile, fundado por la Armada de Chile el 21 de mayo de 1944 y disuelto por la misma institución el 15 de febrero de 1991 por problemas presupuestarios. Durante toda su historia, Naval ejerció como local en el Estadio El Morro ubicado en la misma ciudad de Talcahuano.
En su condición de equipo amateur, Naval ganó 8 veces el extinto el Campeonato Regional de Concepción lo que le valió el honor de ser designado equipo olímpico para representar a Chile en los Juegos Olímpicos de Helsinki 1952, en Finlandia. En el profesionalismo fue campeón de Segunda División en 1971, y su mejor época en Primera División fueron los años 1980, donde inscribió su nombre entre los cuatro mejores equipo de Chile con 345 puntos obtenidos entre 1980-1989, siendo superado por Cobreloa, Colo-Colo y Universidad Católica.
Su tradicional rival fue Huachipato, con quien disputó el clásico de Talcahuano, más conocido como Clásico Chorero.
Actualmente, el Club de Deportes Naval de Talcahuano ocupa el mismo nombre y es considerado el heredero y continuador de la historia que forjó el Naval Armada.

## Historia

### Inicios: Hegemonía en la región y el honor de representar a Chile
Naval fue fundado como «Asociación Naval de Foot-Ball» el 21 de mayo de 1944 en la portuaria comuna de Talcahuano como representativo de la Armada de Chile. Su primer presidente fue Leonardo Reimann Galdames quien por aquel entonces ejercía como capitán de corbeta.
En 1949 el club ingresó al Campeonato Regional, competencia amateur-semiprofesional que agrupaba a los principales clubes del sur de Chile. Naval obtuvo ese año el título de campeón tras vencer 2-1 a Caupolicán de Chiguayante en la última fecha del torneo ante 12 mil personas que dejaron la suma de $126.000.- en la entonces cancha El Morro, volviendo nuevamente a coronarse como campeón los años 1951, 1952, 1953, 1954, 1955 y 1957, además de obtener los subcampeonatos de 1956, 1958, 1959 y 1960.
Debido al gran nivel exhibido durante ese período, la Federación de Fútbol de Chile designó a Naval equipo olímpico, esto, para representar a Chile en los Juegos Olímpicos de Helsinki 1952, en Finlandia, donde enfrentó a la selección de fútbol de Egipto, con un resultado final de 4-5 en contra. Ésta fue una designación que jamás volvió a honrar a un equipo nacional.
En diciembre de 1953, en su calidad de campeón regional Naval enfrentó a Colo-Colo que en dicho año se había consagrado como campeón del fútbol profesional y que contaba en su plantel con el portero Misael Escuti y Jorge Robledo, repatriado desde Inglaterra por el club albo. Ante cinco mil personas en la ciudad de Angol, Naval ganó por 3 a 2 con goles de Ernesto Saavedra, Domingo Pillado y José Saavedra en los descuentos, demostrando de esa forma que su poderío amateur y que hacía eco a nivel nacional, no era casualidad.
Si bien en un comienzo el Campeonato Regional de Concepción tuvo un carácter amateur, con el transcurso de los años la competencia se fue tornando semi-profesional, logrando un gran nivel en lo futbolístico, esto, debido a que la mayor parte de los clubes comenzó a remunerar a sus jugadores, ya sea de forma directa o a través de la asignación de puestos de trabajo en las empresas e instituciones que respaldaban a cada equipo. Esto acrecentó el interés de otros equipos como Ñublense y Deportes Temuco para integrarse al torneo, y es que era difícil abstraerse del fervor popular generado por el fútbol de esos años, en especial de la rivalidad Talcahuano-Concepción, prueba de ello es el que los partidos de Naval con Fernández Vial fueron verdaderos clásicos con públicos desbordantes sobre las 10 mil personas. En 1957 con la victoria navalina de 4 goles a 2 sobre los vialinos en la cancha El Morro, se registró el récord de asistencia de 13.540 personas pagadas y $1.706.665.- la recaudación, mientras que en 1960, se registró el mayor público y taquilla en la historia del campeonato regional con un público anual de 444.557 personas y una recaudación sobre los 160 millones de pesos. Al término de este torneo, hubo consenso para señalarlo como el de mejor calidad de todos.
La supremacía que Naval impuso en la región lo llevó a medir fuerzas con clubes extranjeros como el mítico Peñarol y Libertad de Paraguay, que llegaron hasta Talcahuano para enfrentarse al cuadro chorero en partidos amistosos. Además, la escuadra navalina, tal como había sucedido para los Juegos Olímpicos de Helsinki 1952 volvió a vestirse de rojo, pues, representó al país en un partido amistoso frente a la selección peruana en Lima, en 1957. Los peruanos estaban integrados, en su mayoría, por jugadores profesionales y, siendo los chilenos un equipo amateur, el resultado final fue un empate a uno. El gol chileno lo anotó el porteño Luis Guerra mediante tiro libre.
En 1963 Naval enfrentó al campeón del mundo, el Santos de Brasil que incluía entre sus filas a Pelé y al legendario portero Gilmar. En un repleto Estadio El Morro, el cuadro brasileño se impuso categóricamente por 5 goles a 0.
Resumen de partidos internacionales:
| 17 de octubre de 1954 | Naval                                                       | 3:4 | Libertad             | Estadio El Morro, Talcahuano    |                                 |
|                       | 1-0 Santiago Lacroix 2-0 Santiago Lacroix 3-2 Arnoldo Weber |     | 2-1 Lugo 2-2 3-3 3-4 | Asistencia: 10.675 espectadores | Asistencia: 10.675 espectadores |

| 30 de enero de 1955 | Naval                                                                 | 4:1 | Austria de Viena | Estadio El Morro, Talcahuano |  |
|                     | 1-1 Sergio González 2-1 José Bravo 3-1 José Bravo 4-1 Sergio González |     | 0-1 Stojaspal    |                              |  |

| 5 de febrero de 1955 | Naval                               | 2:0 | Defensor | Estadio El Morro, Talcahuano |  |
|                      | 1-0 José Saavedra 2-0 Arnoldo Weber |     |          |                              |  |

| 14 de julio de 1957 | Selección de Perú | 1:1 | Naval               | Estadio Nacional de Lima, Lima  |                                 |
|                     | 1-1 Nakajata 77'  |     | 0-1 Luis Guerra 68' | Asistencia: 50.000 espectadores | Asistencia: 50.000 espectadores |

| 1959 | Naval | 1:3 | Peñarol | Campos deportivos de Concepción, Concepción |  |

| 10 de febrero de 1963 | Naval | 0:5 | Santos                                                            | Estadio El Morro, Talcahuano                                |                                                             |
|                       |       |     | 0-1 Tite 24' 0-2 Pagão 35' 0-3 Pelé 37' 0-4 Pelé 50' 0-5 Nené 57' | Asistencia: 14.000 espectadores Árbitro(s): José Luis Silva | Asistencia: 14.000 espectadores Árbitro(s): José Luis Silva |

Bajo la batuta del entrenador Amadeo Silva, integraron el equipo de oro navalino que consiguió siete títulos a nivel regional y que llevó el nombre de Chile más allá de nuestras fronteras, jugadores como Manuel "candado" Roa, Luis "chancharra" Leal, Rubén González, Alejandro "cara de cueca" Torres, los "lenguados" Ernesto y José Saavedra,  Luis Guerra, Domingo Pillado, José "pinga" Bravo, Sergio "soquete" González, Arnoldo Weber, Raúl Aedo, Isaac "marinero" Carrasco, Oscar Cifuentes, Juan Torres, Tomás Sen y Santiago Lacroix. Además, para los Juegos Panamericanos de 1951 en Buenos Aires, los jugadores navalinos Ernesto Saavedra, Arnoldo Weber, Isaac Carrasco y Sergio González fueron llamados a integrar la selección nacional, mientras que Óscar Cifuentes y Juan Torres,  formaron parte de la selección chilena panamericana de 1963 y preolímpica de 1964.
Posteriormente, Naval no pudo levantar otra copa sino hasta 1967, año en que bajo la dirección técnica de Arnoldo Weber y con un plantel en el cual destacaban Alfredo Petinelli, Carlos Vilches, Luis Collarte, Ramón González y Urzúa, el club obtuvo su octavo y último título regional tras batir a Coquimbo Crav de Penco en partido de definición.

### Ingreso al profesionalismo y primer periplo en primera división
Una vez desaparecido el campeonato regional, Naval fue aceptado por la Asociación Central de Fútbol para ingresar al profesionalismo, en el cual ya actuaban Deportes Concepción, Lota Schwager y Huachipato. De esta forma, Naval pasó a formar parte de la entonces Segunda División, debutando en 1968 con victoria de 1-0 sobre Coquimbo Unido. El club se ubicó esa temporada en el decimoprimer puesto, por lo que debió disputar una liguilla para no descender, en la cual logró la permanencia.
En 1969, Naval se adjudica la Copa Isidro Corbinos al ganar el Torneo de Apertura de Segunda División mediante lanzamientos penales a Ferroviarios en el Estadio El Morro, mientras que en el campeonato oficial repite el decimoprimer puesto de 1968. Tras estar a sólo dos puntos de conseguir el ascenso en 1970, Naval logra finalmente subir a Primera División en 1971 luego de consagrarse campeón de la categoría de plata al derrotar en la última fecha del torneo a Lister Rossel en la ciudad de Linares por 2 a 0 con goles de Germán Elissetche y Juan Inostroza.
En Primera División Naval debuta con un triunfo de 3 goles a 2 sobre Green Cross el 18 de marzo de 1972 en el Estadio El Morro ante 13.670 espectadores. Anotaron para el Ancla Rudeli Torreblanca, Juan Inostroza y Carlos Pacheco. Al finalizar la temporada 1972 el club se ubicó en el décimo lugar, mientras que en 1973 remató décimo sexto. En 1974, y bajo la batuta del mediocampista Fernando Gómez que a fines de esa temporada sería traspasado a Colo-Colo, Naval muestra un mejor nivel y se ubica en el octavo puesto. Tras ubicarse décimo cuarto en 1975, Naval consuma su primer y único descenso en 1976, esto, al finalizar en el penúltimo lugar del campeonato nacional.
No tardaría mucho en regresar a la máxima categoría, ya que con gol de un joven Óscar Herrera ante San Antonio (1-1) en la penúltima fecha del torneo de ascenso de 1978, Naval obtiene el punto necesario para retornar a Primera División, ascendiendo como subcampeón con 47 puntos, dos por debajo Santiago Wanderers. En la categoría de honor, Naval ocupó el decimotercer puesto en el campeonato nacional de 1979.

### Años 1980: Grandes campañas en primera división
La década de 1980 no comenzaría de la mejor forma para el club, alcanzando solo el duodécimo lugar en el campeonato nacional, sin embargo en 1981 con la llegada del delantero Jorge Aravena y bajo la dirección técnica de Luis Ibarra, Naval logra su mejor ubicación en primera división, un quinto puesto que le permitió acceder a la Liguilla para Copa Libertadores en la cual se ubicó tercero. En 1982 repite el quinto puesto en el campeonato nacional, ingresando nuevamente a la Liguilla de Copa Libertadores pero sin mayor suerte, ya que al igual que el año anterior, 2 derrotas en 3 partidos le impidieron acceder al certamen continental. La temporada de 1983 fue sin lugar a dudas una de las mejores que realizó el club, ya que además de su buena presentación en el torneo nacional en el que finalizó sexto entre 22 equipos, alcanzó la final de la Copa República en la cual cayó derrotado por 1 a 0 frente a Universidad Católica en la capital. Un 3-1 que le encajó a Colo-Colo en 1980 con soberbia actuación de Marcelo Pacheco, ese día autor de dos goles, un 8-1 a Ñublense en 1982 y un empate 4 a 4 con remontada heroica ante Cobreloa en Calama en 1983, fueron los puntos más altos de Naval a comienzos de los 80', además de mantener un invicto como local de 32 partidos sin perder en primera división entre septiembre de 1981 y noviembre de 1983. Artífices de esas grandes campañas fueron entre otros: Manuel Araya, Edógimo Venegas, Jorge Aravena, Ricardo Flores, Marcelo Pacheco, Juan Soto, Óscar Arriaza y Óscar Herrera. Estos últimos cuatro, además fueron llamados a integrar la Selección Chilena de Fútbol para la Copa América 1983.
Naval volvió a destacar en el campeonato nacional de 1984, mientras que en 1985 y tras la partida de Manuel Araya emerge la figura de Leonardo Canales quien se consolidaría en el pórtico chorero. A pesar de finalizar undécimo esa temporada, Naval protagoniza uno de los mejores partidos del año derrotando 5-4 a Palestino en el Estadio Santa Laura. Posteriormente, el club realiza dos buenas temporadas en 1986 y 1987, finalizando séptimo y sexto respectivamente. En 1986 y por única vez en Primera División, Naval consigue derrotar en un mismo torneo a los tres equipos grandes de la capital en el estadio El Morro (3-1 a Colo-Colo y 1-0 a Universidad Católica y Universidad de Chile), mientras que en 1987, Naval realiza su mejor presentación en Copa Chile, en donde sólo una peor diferencia de gol respecto de Colo-Colo en el grupo sur, le negó el paso a la final del torneo para enfrentar a Cobresal, ganador del grupo norte.
En 1988 si bien se ubicó en la decimosegunda posición a sólo un punto de la liguilla de promoción, Naval se mantuvo expectante en la primera mitad de campeonato, destacando el triunfo de 3 goles a 2 sobre Cobreloa en el Estadio El Morro. Éste, es considerado sino el mejor, uno de los mejores partidos de Naval en Primera División, ya que logró revertir un 0-2 frente al equipo que a la postre sería campeón de aquel año. Tras finalizar noveno en 1989, en 1990 Naval conformó un plantel en el que destacaban los nombres de Marcelo Ramírez, Arturo Jáuregui, Óscar Lee-Chong y Juan Carreño. Sin embargo, los resultados no fueron favorables, y sólo el gran tramo final de campeonato donde venció a Universidad Católica y Universidad de Chile con Juan Carreño como estandarte, le permitió zafar del descenso directo. Sin embargo, al posicionarse en el decimotercer lugar debió disputar la Liguilla de Promoción en la que si bien logró la permanencia, sería su última participación, ya que el club fue desafiliado del fútbol chileno en febrero de 1991.

### Desafiliación
Tras mantener la categoría en la liguilla de promoción disputada en Antofagasta en enero de 1991, rumores de una posible desaparición del club cobraban fuerza en Talcahuano. Y es que a la crítica situación económica por la que atravesaba el club, se sumaba el polémico y último partido que Naval jugó en Primera División ante Wanderers el 13 de enero de 1991 en el Estadio El Morro. Aquel día, Naval fue vapuleado 1-4 por los de Valparaíso, resultado que salvó a estos últimos del descenso, y que levantó todo tipo de sospechas en el ambiente del fútbol, ya que los jugadores navalinos Óscar Lee-Chong y Héctor Roco denunciaron llamados telefónicos de José Gutiérrez (jugador de Naval a préstamo esa temporada en Wanderers) ofreciéndoles jugosos contratos para la temporada siguiente en el cuadro caturro. Además, y a pesar de que dos jugadores de Wanderers habían arrojado dopaje positivo ante Palestino la fecha anterior al partido con Naval, sospechosamente, ese día no hubo control dopaje en El Morro.  Con problemas presupuestarios para seguir manteniendo el club, y como una forma de no manchar la institución debido al intento de soborno que rondaba en el ambiente, la Armada tomó la decisión de desafiliar a Naval del fútbol profesional chileno. El 15 de febrero de 1991 el comandante en jefe de la segunda Zona Naval de Talcahuano, almirante Jorge Llorente, influenciado por la máxima autoridad de la Armada Jorge Martínez Busch, entregó la carta de desafiliación a la ANFP argumentando dos razones para retirar la institución: una económica que le significaba un gran gasto a la Armada y no se debía seguir en esa situación y la segunda, es que el club no contaba en su plantel con jugadores ligados a la Armada, lo cual no era a fin con las normas y principios de la institución castrense y por ende no se justificaba solventar el equipo de fútbol profesional. De esa forma, Naval bajaba la cortina a 46 años de historia, dejando un gran vacío en la ciudad y en los hinchas que no entendían como su equipo; que fue Chile en los años 50 y que se inscribió entre los mejores de primera división en la década del 80, estaba llegando a su fin. Con la desaparición de Naval, los habitantes consideraron que, un pedazo de la historia de Talcahuano murió.

### Legado
Una buena parte de la historia de Naval se halla en dos libros: Memorias de un Navalino y  Naval, un Nombre que fue Chile, ambos de Luis Osses; además de la publicación, en la década de los años 1960, de la revista La Hinchada Navalina.
Es necesario señalar que a lo largo de sus 46 años de existencia la plantilla de Naval estuvo compuesta exclusivamente por jugadores chilenos.

## Uniforme

### Uniforme titular
| 1951 | 1972 | 1973 | 1981 |

### Indumentaria
Naval no tuvo patrocinador en su camiseta durante toda su historia.
| Período   | Proveedor      | Logotipo |
| --------- | -------------- | -------- |
| 1982-1984 |                |          |
| 1985-1989 | Le Coq Sportif |          |
| 1989-1990 | Adidas         |          |

## Estadio
Naval de Talcahuano ejerció como local en el Estadio El Morro Ramón Unzaga Asla, cuyos orígenes se remontan a 1900 cuando era un campo de fútbol al costado del cerro “el Morro” al cual debe su nombre. El estadio se construyó en 1949, coincidentemente con el año de fundación del club. En abril de 1962 y ante 22 mil personas controladas, Naval enfrentó a la Selección Chilena, partido que sirvió para inaugurar la superficie de pasto para su cancha central, además de una malla perimetral, nuevas tribunas y graderías en el cerro, todo, con motivo de la copa del mundo Chile 1962 que se disputaría ese año, mientras que en 1963, el estadio recibió la visita del Santos de Pelé que enfrentó a Naval en un partido amistoso.
Con la desaparición del club y con el posterior paso de los años, El Morro sufrió el deterioro de su infraestructura, siendo además azotado por el Tsunami el 27 de febrero de 2010, lo que significó su completa reconstrucción con nueva cancha sintética, nuevas aposentadurías y la instalación de cuatro torres de iluminación y marcador electrónico, permitiendo de esa forma que el nuevo Naval ocupase nuevamente el recinto para sus competiciones.

## Datos del club

### Era profesional
- Temporadas en 1.ª: 17 (1972-1976; 1979-1990).
- Temporadas en 2.ª: 6 (1968-1971; 1977-1978).
- Mayor goleada conseguida: .
  - En Primera División: 8-1 a Ñublense el 2 de enero de 1982, 7-1 a Deportes Iquique el 18 de marzo de 1984
  - En Segunda División: 7-2 a San Antonio Unido en 1977, 6-1 a Unión San Felipe en 1970
  - En Copa Chile: 7-0 a Malleco Unido en 1974
- Mayor goleada recibida: .
  - En Primera División: 0-8 de Colo-Colo el 8 de noviembre de 1980.
- Mejor puesto en 1.ª División: 5.º (1981, 1982)
- Peor puesto en 1.ª División: 17.º (1976)
- Mayor racha de partidos sin perder en 1.ª División: 12 (1982)
- Mayor racha invicta como local en 1.ª División: 32 partidos sin perder en El Morro entre septiembre de 1981 y noviembre de 1983
- Máximos goleadores 1.ª División: Ricardo Flores (89 goles), Óscar Herrera (80 goles)
- Más partidos en 1.ª División: Nelson Figueroa (289), Ricardo Flores (269), Óscar Herrera (264)

### Era amateur
- Temporadas en Campeonato Regional: 19 (1949-1967)
- Mejor puesto en Campeonato Regional: 1.º
- Peor puesto en Campeonato Regional: 8.º (1950)
- Máximo goleador: José Bravo (146 goles)

#### Participación en Campeonato Regional, Segunda y Primera División
- Alfredo Petinelli y Edmundo Pérez

## Entrenadores

### Cronología
| - Lincoyán Neira (1968) - Raúl Pino (1969) - Sergio Navarro (1970) - Guillermo Báez (1971) - Rolando Torino (1972) - Claudio Ramírez (1973) - Ramón Bernales (1973) - Isaac Carrasco (1974-1975) - Luis Vera (1976) - Raúl Pino (1976) - Hernán Godoy (1977) - Alicel Belmar (1978-1979) - Sergio Navarro (1979) | - Ramón Bernales (1979) - Luis Ibarra (1980-1982) - Eugenio Jara (1983) - Germán Cornejo (1984-1985) - Ramón Bernales (1985-1986) - Sasha Mitjaew (1986) - Oscar Cifuentes (1986) - Gastón Guevara (1986-1987) - Eduardo Cortázar (1988) - Andrés Prieto (1988-1989) - Eduardo de la Barra (1989) - Luis Ibarra (1990) - Eduardo de la Barra (1990) |

## Palmarés

### Torneos regionales
- Campeonato Regional de Fútbol (8): 1949, 1951, 1952, 1953, 1954, 1955, 1957, 1967.

### Torneos nacionales
- Segunda División de Chile (1): 1971.
- Campeonato de Apertura de la Segunda División de Chile (1): 1969.
- Subcampeón de la Copa de la República (1): 1983.
- Subcampeón de la Segunda División de Chile (1): 1978.

## Otras ramas deportivas

### Rama de básquetbol
La rama de básquetbol de Deportes Naval de Talcahuano nació junto con el club y fue una de las ocho instituciones gestoras que, conjuntamente con Sportiva Italiana y Deportivo Esperanza de Valparaíso; Unión Española, FAMAE y Thomas Bata de Santiago, Deportivo Español de Talca y, Universidad de Concepción, dieron vida en 1979 a la División Mayor del Básquetbol de Chile.
En sus primeras temporadas dentro de la competición se ubicó en la parte baja de la clasificación, destacando la tercera posición obtenida en la temporada 1982. Hacia mediados de los años 1980, el club comenzó a escalar posiciones finalizando cuarto en 1984.
Tras no participar en 1986, Naval ocupó el séptimo puesto en 1987. Al año siguiente, comenzó la mejor etapa de Naval en la Dimayor luego de terminar fase regular en la tercera ubicación, clasificando a la liguilla de Concepción en la que, pese a ganar dos de los tres partidos que disputó, no pudo obtener el pase a la final del torneo. En 1989, con un plantel en el que destacaba el nombre de Mack Hilton y bajo la dirección técnica de Héctor Oreste, Naval finalizó en la segunda ubicación de la fase regular, siendo relegado por diferencia de puntuación por la Unión Deportiva Española de Temuco con quien había sostenido una cerrada disputa durante el año. Sin embargo, en la etapa de play-offs, instaurada ese mismo año, Naval quedó eliminado sorprendentemente en la primera ronda por Español de Talca. En 1990 Naval se ubicó noveno, en la que fue su última participación tras desaparecer al igual que el club de fútbol a comienzos de 1991.

#### Cronología de entrenadores
| - Rafael Oyarzún (1979-1980) - Alfredo Espinoza (1981-1982) - Juan Morales (1983) - Rafael Oyarzún (1984-1985) - Juan Morales (1987) - Héctor Oreste (1988-1990) |